# ホラティウス氏族

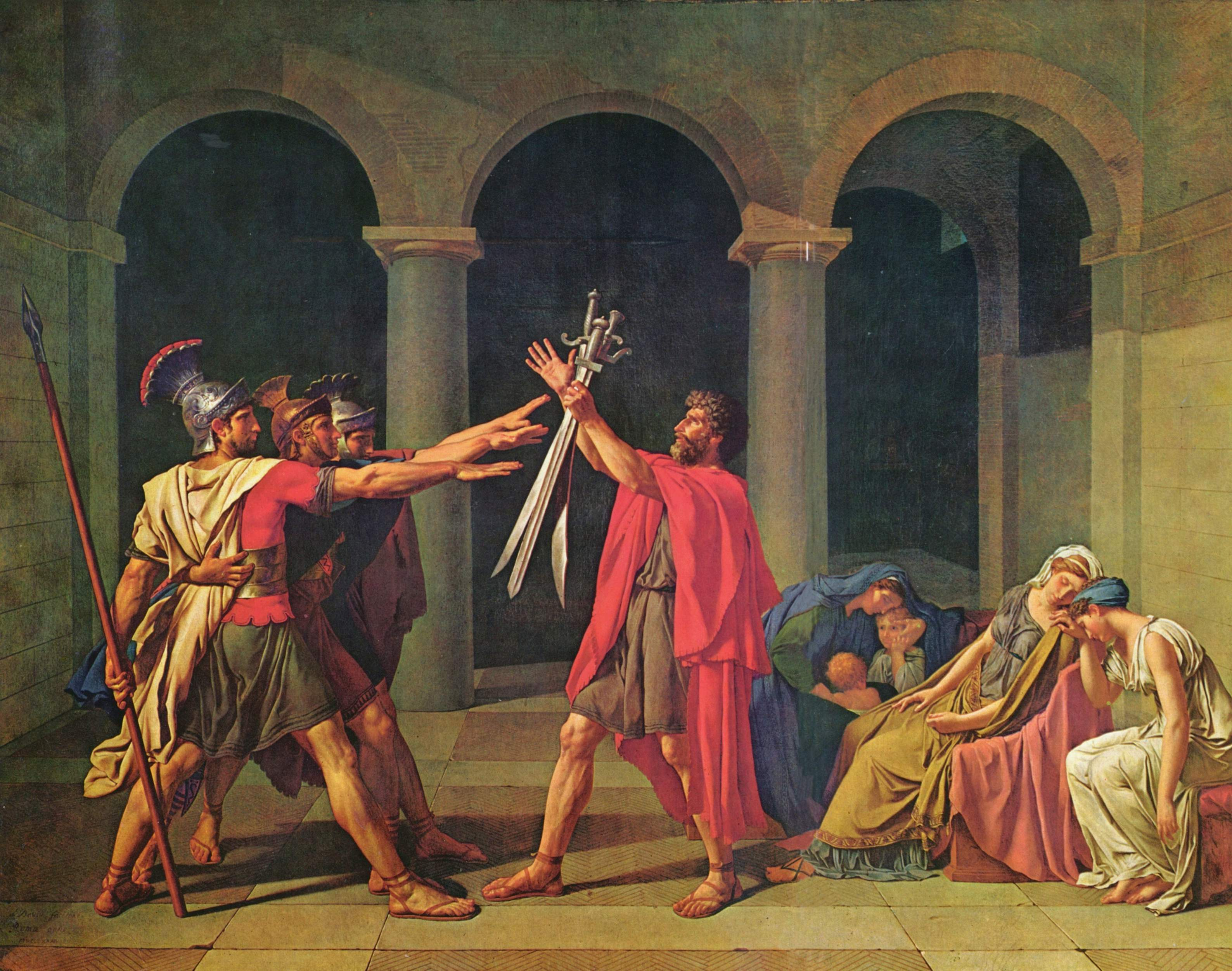
ジャック＝ルイ・ダヴィッド画、『ホラティウス兄弟の誓い』（1784年）

ホラティウス氏族（ラテン語: Gens Horatia）は、古代ローマの氏族のひとつ。アルバ・ロンガとの決闘で勝利した神話時代の英雄ホラティウス三兄弟を祖先に持つ古い氏族である。後に著名な詩人ホラティウスを出した。

## メンバー
- ホラティウス三兄弟：王政ローマ三代目トゥッルス・ホスティリウス王の時代にローマ代表としてアルバ・ロンガとの決闘に勝利
- マルクス
  - マルクス・ホラティウス・プルウィッルス：紀元前509年共和政ローマ創立年の補充執政官[2]
    - ガイウス・ホラティウス・プルウィッルス：紀元前477年、457年の執政官[3]
- ホラティウス・コクレス：ローマ包囲戦 (紀元前508年)で活躍した英雄[4]
- ルキウス・ホラティウス・プルウィッルス：紀元前386年の執政武官[5]
- マルクス
  - ルキウス
    - マルクス・ホラティウス・バルバトゥス：紀元前449年の執政官[6]。ウァレリウス＝ホラティウス法を提出。
- マルクス
  - マルクス
    - ルキウス・ホラティウス・バルバトゥス：紀元前425年の執政武官[7]
- マルクス・ホラティウス：紀元前378年の執政武官[8]
- ホラティウス：紀元前45年のレガトゥス。ガイウス・カルウィシウス・サビヌスの下アフリカを転戦[9]。

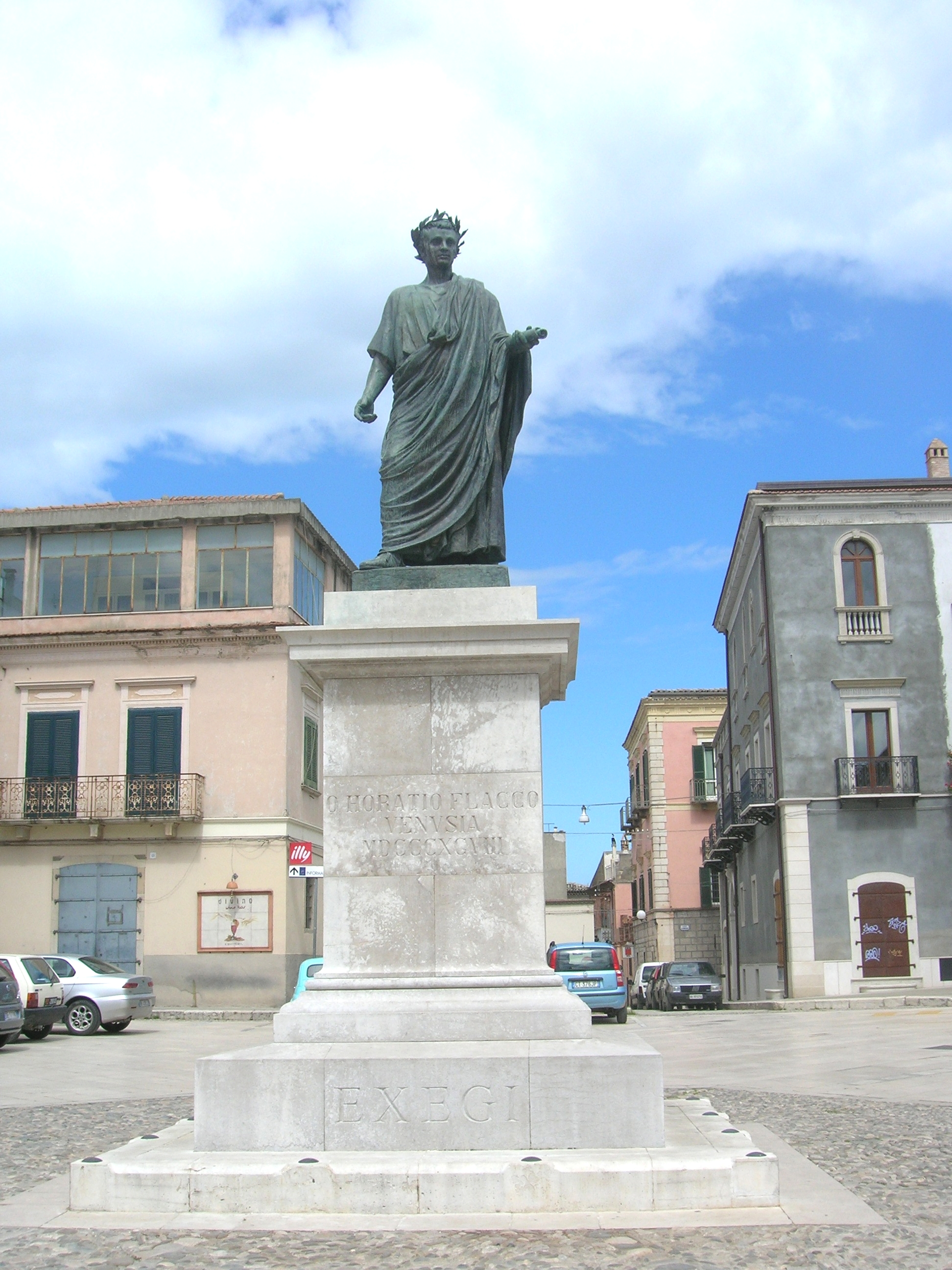
ヴェノーザにあるホラティウスの銅像

- クィントゥス・ホラティウス・フラックス（ホラティウス）：紀元前42年のトリブヌス・ミリトゥム。マルクス・ユニウス・ブルトゥスの下でフィリッピの戦いに参加[10]。詩人。